# Dendrolagus mbaiso
O dingiso (Dendrolagus mbaiso), é uma espécie de marsupial da família Macropodidae, o seu nome deriva do indonésio "bondegezou" que signfica "homem da floresta". Endêmica da Nova Guiné Ocidental na Indonésia. É uma espécie muito misteriosa foi descoberta em 1987, mas não foi reconhecida até 1995, mas sabe-se que é a única espécie semi-terrestre de canguru-arborícola conhecida até agora